# Rose Franken

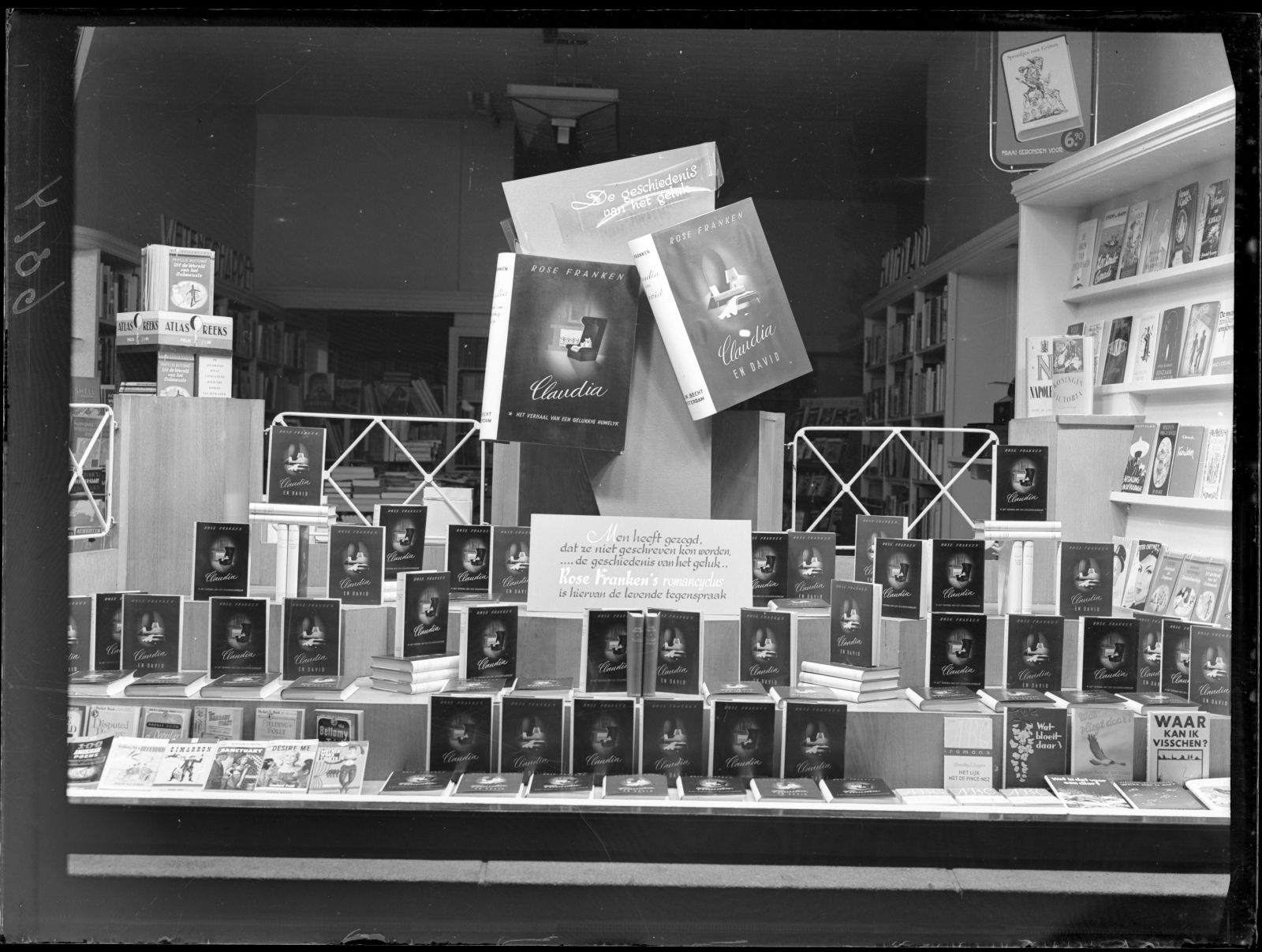
Schaufenster der Buchhandlung Visser mit Exemplaren des Romanzyklus Claudia von Rose Franken (Die Geschichte des Glücks), Juli 1949

Rose Dorothy Lewin Franken (* 28. Dezember 1895 in Gainesville, Texas als Rose Dorothy Lewin; † 22. Juni 1988 in Tucson, Arizona) war eine US-amerikanische Autorin von Romanen, Theaterstücken und Drehbüchern. Bekannt war sie vor allem für Schilderungen des Lebens ihrer fiktiven Protagonistin Claudia.

## Leben

### Jugend und erster Erfolg
Rose Dorothy Lewin entstammte einer assimilierten jüdischen Familie. Die Eltern trennten sich kurz nach ihrer Geburt und die Mutter zog mit den vier Kindern zurück zu ihrer Familie nach Harlem in New York. Rose besuchte die Ethical Culture School und wollte gerade ein Studium am Barnard College aufnehmen, als sie 1913 den Kieferchirurgen Sigmund Walter Anthony Franken kennenlernte, den sie heiratete. Sie gab ihre Pläne für eine akademische Ausbildung auf und entschied sich für ein Leben als Hausfrau. Zwischen 1920 und 1928 schenkte sie drei Söhnen das Leben.
Als literarische Autodidaktin begann sie, Kurzgeschichten für ihren Mann zu schreiben, der sie in ihren schriftstellerischen Ambitionen voll unterstützte. Nachdem ihr erster Roman Pattern von mehreren Verlagshäusern abgelehnt worden war, erhielt sie 1925 eine Zusage von Maxwell Perkins, einem einflussreichen Lektor beim Verlag Sribner's und später ein langjähriger Freund. Pattern erhielt gute Kritiken, fand aber wenige Leser. Franken schrieb weiterhin Kurzgeschichten sowie zwei Theaterstücke, die aber nicht produziert wurden.
Ihren Durchbruch als Schriftstellerin erreichte sie 1932 mit ihrem dritten Theaterstück Another Language. Es stellte mit 453 Aufführungen einen neuen Broadway-Rekord für ein Erstlingswerk auf und wurde noch 1932 auch in London auf die Bühne gebracht. Another Language wurde 1933 von Edward H. Griffith mit Helen Hayes in der Hauptrolle verfilmt.
Nach dem Tod ihres Mannes, der 1932 an Tuberkulose starb, ging Franken nach Hollywood. In den folgenden Jahren schrieb sie zumeist anspruchslose Geschichten, die in den Frauenzeitschriften Redbook Magazine und Good Housekeeping erschienen, manche davon in Zusammenarbeit mit dem Autor William Brown Meloney verfasst. Gemeinsam arbeiteten sie auch am Drehbuch für das Filmdrama Geliebter Rebell, das 1936 auf die Leinwand kam. Franken schrieb in den 1930er-Jahren noch bei weiteren Drehbüchern von Filmen mit, die von 20th Century Fox und Samuel Goldwyn produziert wurden, oder lieferte die Vorlagen für solche. Zudem erschienen in dieser Zeit zwei Romane von ihr, Twice Born (1935) und Of Great Riches (1937).

### Höhepunkt der Karriere
1937 heiratete Franken den zehn Jahre jüngeren Meloney und zog mit ihm nach Lyme ins ländliche Connecticut, wo die beiden eine Farm bewirtschafteten. Zwischen 1939 und 1941 publizierten sie drei gemeinsam verfasste Romane unter dem Pseudonym Franken Maloney.
1939 veröffentlichte Franken den Roman Claudia. The Story of a Marriage, der zuvor bereits als Fortsetzungsgeschichte im Redbook Magazine erschienen war. Die episodisch konstruierten Geschichten um Claudia Naughton und ihre Familie trafen den Zeitgeschmack. Der Erfolg war so groß, dass Franken das Leben Claudias in den folgenden zwei Jahrzehnten in sieben weiteren Romanen ausbreitete. Sie wurden vielfach wiederaufgelegt, zuweilen mit neuen Titeln, und erschienen außerdem in mehreren Sammelbänden. Zudem wurden sie Vorlage für zwei Filme, ein Theaterstück, eine Radioserie sowie zwei TV-Produktionen im niederländischen Fernsehen. Einige der Claudia-Romane wurden auch ins Deutsche und in andere Sprachen übertragen.
Franken selbst führte Regie bei der Bühnenadaption Claudia, die auf den ersten beiden Romanen des Zyklus basierte und 1941 in New York uraufgeführt wurde. Kritiker bezeichneten das Stück als „bestes“ der Spielzeit. Es wurde ein Riesenerfolg, was sich an 722 Aufführungen in den folgenden beiden Jahren ermessen lässt. Allein der Verkauf der Filmrechte brachte der Autorin fast 200.000 Dollar ein, für damalige Verhältnisse eine enorme Summe. Die von Edmund Goulding inszenierte Verfilmung kam 1943 in die Kinos. Wie schon bei der Broadway-Produktion spielte Dorothy McGuire die Titelrolle und übernahm diese auch in der von Walter Lang gedrehten Fortsetzung Claudia and David aus dem Jahr 1946.
Weniger erfolgreich waren Frankens nächste Stücke Doctors Disagree, basierend auf einem der Romane, den sie mit ihrem Mann geschrieben hatte, und Outrageous Fortune, beide im Jahr 1943 auf die Bühne gebracht. In ihnen wandte Franken sich sozialen Problemen wie Antisemitismus, Homophobie und Diskriminierung von Frauen im Berufsleben zu. Kritiker warfen der Autorin Sentimentalität vor und empfahlen ihr, zu häuslicheren Themen zurückzukehren.
Franken nahm den Ratschlag an und griff mit Soldier's Wife (1944) auf Motive zurück, die die Claudia-Geschichten so populär gemacht hatten. Mit 272 Aufführungen entwickelte sich das Drama zum letzten Bühnenerfolg von Franken. 1948 scheiterte mit The Hallams, einer Fortsetzung von Another Country, ihr Versuch, an die früheren Theatertriumphe anzuknüpfen. Ein weiteres Stück, The Wings, wurde nicht veröffentlicht.

### Späteres Leben
Auch in den 1950er-Jahren schrieb Franken trotz wiederholter Krankheiten weiter, wenn auch mit geringerem Anklang beim Publikum. Ihre früheren Erfolge hatten sie sehr wohlhabend gemacht und erlaubten ihr einen gehobenen, teilweise verschwenderischen Lebenswandel inklusive des Erwerbs mehrerer Häuser in New York.
Im Jahr 1962 veröffentlichte Franken ihre Autobiografie When All Is Said and Done. Darin schrieb sie, dass ihr Hauptwunsch stets auf ein glückliches Familienleben gerichtet gewesen sei und dass sie ihre schriftstellerische Tätigkeit nur als gelegentlich notwendige Zerstreuung in selbigem begriffen habe.
Rose Franken starb 1988 im Alter von 92 Jahren in Tucson.

## Hauptmotive ihres Werks
Die meisten Werke von Rose Franken lassen sich leicht in Verbindung zu Aspekten ihrer eigenen Biografie setzen: Tochter einer mittelständischen jüdischen Familie; Hausfrau und Mutter, die sich mit Schicksalsschlägen konfrontiert sieht; Schriftstellerin, deren Erfolg in einer von Männern dominierten Umgebung auf Unbehagen stößt.
Das Theaterstück Another Language (1932) handelt von einer selbstbestimmten jungen Frau, die sich gegen die Herrschsucht der Schwiegermutter und die Spießigkeit ihrer Schwägerinnen auflehnt. Obwohl dies nicht explizit gesagt wird, ist für den Betrachter offensichtlich, dass hier in satirischer Form Konflikte in einer jüdischen Familie der Mittelklasse verhandelt werden. In dem späteren Werk Outrageous Fortune (1944) ist die jüdische Thematik offensichtlicher, die Kritik an familiären Zwängen schärfer. Mit der Anprangerung von Antisemitismus und Homophobie war Franken hier ihrer Zeit voraus.
Ihre bekannteste Protagonistin Claudia gestaltete Franken als junge Frau, die mit naiven Erwartungen in die Ehe mit David Naughton eintritt, bald aber erfahren muss, dass die Zwänge der häuslichen Gemeinschaft nicht mit ihrem Wunsch nach Unabhängigkeit in Einklang zu bringen sind. Die Geschichten um Claudia folgen alle einer ähnlichen Dramaturgie: Trotz der Schwierigkeiten, mit denen die Ehegatten konfrontiert sind, raufen sie sich am Ende zusammen. Die Ehe wird als Gemeinschaft geschildert, in der Freud und Leid herrschen, die Partner aber an den geteilten Herausforderungen wachsen. Stärke, Vernunft und Mitgefühl helfen Frauen dabei, Glück an der Seite eines Mannes zu finden.
Die Theaterstücke Doctors Disagree (1943) und Soldier's Wife (1944) beschäftigten sich mit den Konflikten, die Frauen erleben, wenn sie sich für Unabhängigkeit und Erfolg im Berufsleben entscheiden. Der Protagonistin in Doctor Disagree, einer Ärztin, gelingt es dabei, sich gegen männliche wie weibliche Verächter durchzusetzen. Demgegenüber entscheidet sich die Hauptfigur in Soldier's Wife, die während des Kriegsdienstes ihres Mannes eine aussichtsreiche Karriere als Schriftstellerin begonnen hat, nach dessen Rückkehr für ein häusliches Leben.

## Werke

### Romane und Erzählungen
Claudia-Zyklus
- Claudia. The Story of a Marriage. Farrar & Rinehart, New York und Toronto 1939.
- Claudia and David. Farrar & Rinehart, Bew York und Toronto 1940.
  - Deutschsprachige Ausgabe: Claudia und David. Roman einer Ehe. Übersetzung von Ernst Schwarz und Franz Wollmann. Gerlach & Wiedling, Wien 1952.
- The Book of Claudia. Farrar & Rinehart, New York und Toronto 1941.
  - Deutschsprachige Ausgabe: Claudia. Roman einer Ehe. Übersetzung von Ernst Schwarz und Franz Wollmann. Gerlach & Wiedling, Wien 1951.
- Another Claudia. Farrar & Rinehart, New York und Toronto 1943.
  - Deutschsprachige Ausgabe: Claudia. Roman einer jungen Ehe. Übersetzung von Liselotte Luis. Verlag Der Greif, Wiesbaden 1950.
- Young Claudia. Rinehart and Company, New York und Toronto 1946.
  - Deutschsprachige Ausgabe: Liebe, Lust und Leid. Roman um Claudia. Übersetzung von Liselotte Luis. Verlag Der Greif, Wiesbaden 1950.
- The Marriage of Claudia. Rinehart, New York 1948.
  - Deutschsprachige Ausgabe: Alle lieben dich, Claudia. Übersetzung von Grete Steinböck. Zettner, Würzburg und Wien 1958.
- The Fragile Years. Doubleday, Garden City 1952.
- The Antic Years. Doubleday, Garden City 1958.

Andere
- Pattern. C. Scribner's Sons, New York 1925.
- Twice Born. C. Scribner’s Sons, New York 1935.
- Of Great Riches. Longsmans, Green & Co., New York und Toronto 1937.
- Strange Victory. Farrar & Rinehart, New York und Toronto 1941 (mit William Brown Meloney unter dem Pseudonym Franken Meloney).
- When Doctors Disagree. Farrar & Rinehart, New York und Toronto 1940 (mit William Brown Meloney unter dem Pseudonym Franken Meloney).
- American Bred. Farrar & Rinehart, New York und Toronto 1941 (mit William Brown Meloney unter dem Pseudonym Franken Meloney).
- Rendezvous. Doubleday, Garden City 1954.
- Intimate Story. Doubleday, Garden City 1955.
- You're Well out of the Hospital. Doubleday, Garden City, 1966.

### Theaterstücke
- Another Language. A Comedy Drama in Three Acts. S. French, New York Los Angeles 1932.
  - Deutschsprachige Ausgabe: Eine andere Sprache. Übersetzung von Sandra Hoch-Lucas. S. Fischer, Frankfurt am Main 1970.
- Mr. Dooley Jr.. A Comedy for Children. S. French, New York und Los Angeles 1932 (mit Jane Lewin).
- Claudia. A Comedy in Three Acts. Farrar & Rinehart, New York und Toronto 1941.
  - Deutschsprachige Ausgabe: Claudia. Komödie in drei Akten. Übersetzt von Herbert Sternberg. Druck im Elsnerhaus, Berlin 1947.
- Outrageous Fortune. A Drama in Three Acts. S. French, New York und Los Angeles 1944.
- Soldier’s Wife. A Comedy in Three Acts. S. French, New York und Los Angeles 1945.
- The Hallams. A Play in Three Acts. S. French, New York 1948.

### Autobiografie
- When All Is Said and Done. W.H. Allen, London 1962.

## Filmografie

### Spielfilme
- Another Language. USA 1933. Regie: Edward H. Griffith. Drehbuch: Herman J. Mankiewicz und Donald Ogden Stewart nach dem gleichnamigen Theaterstück von Rose Franken.
- Elinor Norton. USA 1934. Regie: Hamilton MacFadden. Drehbuch: Rose Franken und Philip Klein nach einem Roman von Mary Roberts Rinehart.
- Alias Mary Dow. Regie: Kurt Neumann. Drehbuch: Rose Franken, Arthur Caesar und Gladys Unger nach einer Geschichte von Forrest Halsey und William Allen Johnston.
- Dante's Inferno. USA 1935. Regie: Harry Lachman. Drehbuch: Philipp Klein und Robert Yost. Rose Franken schrieb an einer Frühfassung des Drehbuchs (Treatment) mit.
- Beloved Enemy. Deutscher Titel: Geliebter Rebell. USA 1936. Regie: H. C. Potter. Drehbuch: Rose Franken, William Brown Meloney und John L. Balderston.
- Made for Each Other. Deutscher Titel: Ein ideales Paar. Regie: John Cromwell. Drehbuch: Jo Swerling nach einer Geschichte von Rose Franken.
- Claudia. USA 1943. Regie: Edmund Goulding. Drehbuch: Morrie Ryskind nach dem gleichnamigen Theaterstück von Rose Franken.
- Claudia and David. USA 1946. Regie: Walter Lang. Drehbuch: Rose Franken und William Brown Meloney nach dem gleichnamigen Roman von Rose Franken.
- The Secret Heart. Deutscher Titel: Geheimnis des Herzens. USA 1946. Regie: Robert Z. Leonard. Drehbuch: Whitfield Cook und Anne Morrison Chapin nach einer Geschichte von Rose Franken und William Brown Meloney.

### Fernsehproduktionen
- Claudia. Niederlande 1959. Regie: Willy van Hermit. Drehbuch: Rose Franken.
- Claudia en David. Niederlande 1960. Regie: Willy van Hermit. Drehbuch: Rose Franken.